# Tribunal de casación

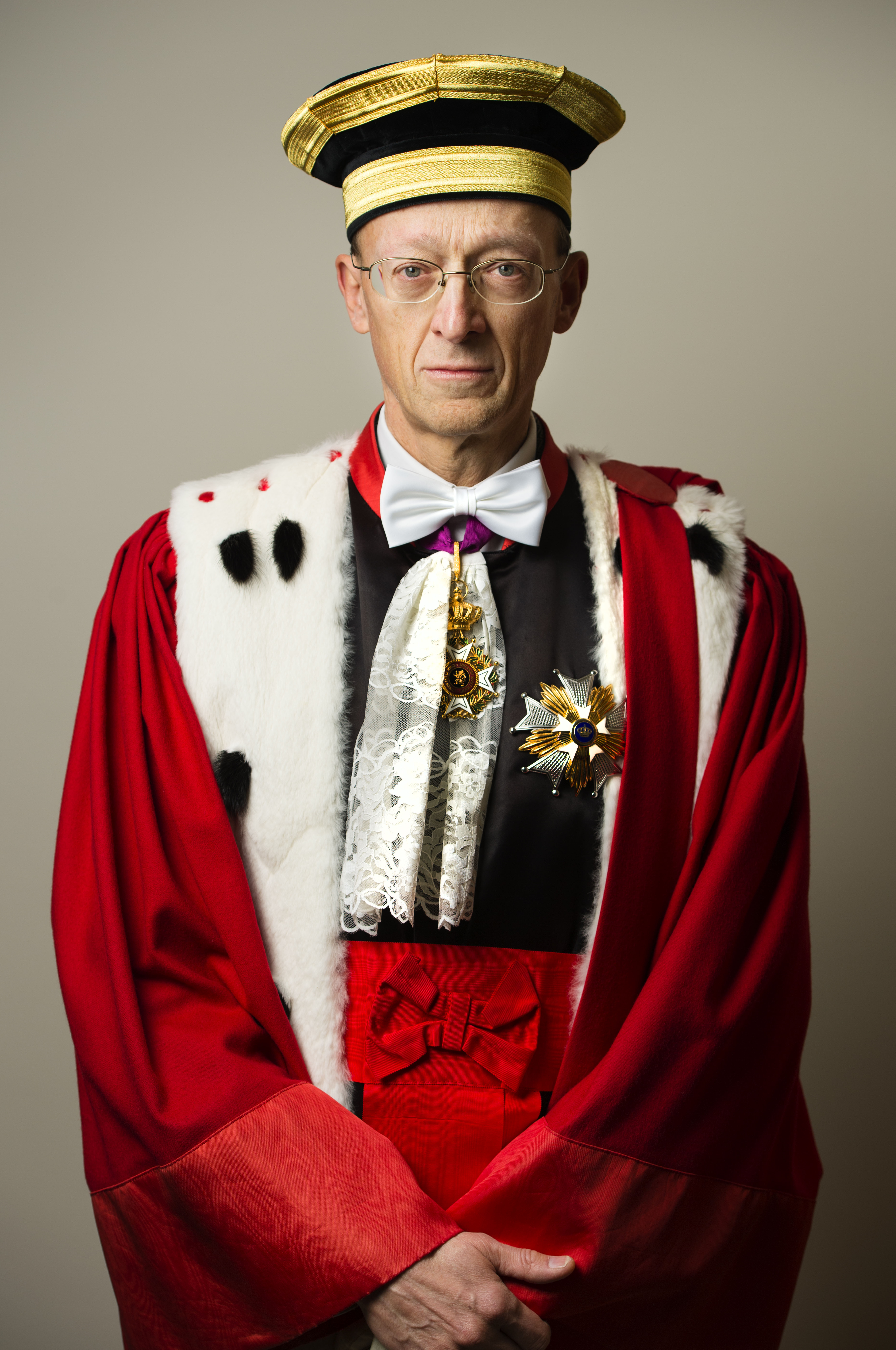
Caballero Jean de Codt, aquí como primer Presidente del Tribunal de Casación (2014 a 2019).

Una corte de casación o tribunal de casación, en general, es el tribunal de última instancia encargado de conocer y resolver los recursos de casación presentados contra sentencias de tribunales inferiores, basados en quebrantamiento o infracción de la ley alegados contra los fallos de instancias. La denominación «corte de casación» es común en los países de influencia francesa.